# Газарян, Марина
Марина Газарян (арм. Մարինէ Ղազարյան; род. 28 ноября 1985) — армянская легкоатлетка, специалистка по бегу на короткие дистанции. Выступала за сборную Армении по лёгкой атлетике в середине 2000-х годов, победительница и призёрка первенств национального значения, участница летних Олимпийских игр в Афинах.

## Биография
Марина Газарян родилась 28 ноября 1985 года.
Выступала в лёгкой атлетике на международном уровне начиная с 2003 года, в частности, по данным сайта Olympedia, в этом сезоне установила свой личный рекорд в беге на 100 метров — 11,8 (в базе данных World Athletics этот результат отсутствует).
Наибольших успехов как спортсменка добилась в сезоне 2004 года, когда в феврале на соревнованиях в Москве пробежала 60 метров за 7,94, а в июле на турнире в Нови-Саде показала хорошие результаты на дистанциях 100 и 200 метров — 12,27 и 25,37 соответственно. Выполнив олимпийский квалификационный норматив, вошла в основной состав армянской национальной сборной и удостоилась права защищать честь страны на летних Олимпийских играх в Афинах, в итоге в программе бега на 100 метров с результатом 12,29 не смогла пройти дальше предварительного квалификационного этапа.
После афинской Олимпиады Газарян ещё в течение некоторого времени оставалась действующей спортсменкой и продолжала принимать участие в различных легкоатлетических стартах. Так, в 2005 году она отметилась выступлением в беге на 100 метров на соревнованиях в Стамбуле, где показала результат 12,75.